# موریتس لیتن
موریتس لیتن (آلمانی: Moritz Litten؛ ‏ ۱۰ اوت ۱۸۴۵ – ۳۱ مهٔ ۱۹۰۷) پزشک اهل آلمان بود. وی داماد آسیب‌شناس آلمانی لودویگ ترائوبه است.
موریتس لیتن پزشکی را در دانشگاه هایدلبرگ، دانشگاه ماربورگ و دانشگاه هومبولت برلین خواند و مدرک دکترای پزشکی خود را رد سال ۱۸۶۸ گرفت. وی در آغاز کارش دستیار یولیوس فریدریش کونهایم بود و سپس به کلینیک فردریک تئودور فون فریریشس در بیمارستان شاریته رفت.
لیتن نخستین پزشکی بود که خونریزی زجاجیه را در ارتباط با خونریزی زیر عنکبوتیه (SAH) توصیف کرد. وی در سال ۱۸۸۱ یافته‌های خود را در مقاله‌ای تحت عنوان «دربارهٔ برخی تغییرات چشمی که از دیدگاه بالینی جالب است» منتشر کرد. چندین سال بعد چشم‌پزشک فرانسوی «آلبر ترسون» این علائم در بیماری مشاهده کرد که امروزه به آن سندرم ترسون می‌گویند.
وی در سال ۱۸۸۰ یکی از نخستین موارد شناخته شده آمبولی متناقض را در یک بیمار تحت بیهوشی ثبت کرد.